# Salix floderusii
Espèce
Classification APG III (2009)
Salix floderusii est une espèce de plantes à fleurs de la famille des Salicaceae. C'est un saule originaire de Corée du Sud.

## Synonymie
- Salix floderusii v. manshurica Nakai ;
- Salix xerophila v. manshurica (Nakai) Kitag[2].